# Heteroserolis carinata
Heteroserolis carinata är en kräftdjursart som först beskrevs av William Neale Lockington 1877.  Heteroserolis carinata ingår i släktet Heteroserolis och familjen Serolidae. Inga underarter finns listade i Catalogue of Life.